# Heterothera scrorcula
Heterothera scrorcula är en fjärilsart som beskrevs av Max Joseph Bastelberger 1909. Heterothera scrorcula ingår i släktet Heterothera och familjen mätare. Inga underarter finns listade i Catalogue of Life.